# Éléonore de Tolède
Éléonore Álvarez de Tolède et Pimentel-Osorio (en espagnol, Leonor Álvarez de Toledo y Pimentel-Osorio), nom complet d'Éléonore de Tolède (née en 1522 à Alba de Tormes, dans la province de Salamanque, en Espagne et morte le 17 décembre 1562 à Pise) est une aristocrate espagnole du XVIe siècle.

## Biographie
Fille du vice-roi de Naples, don Pierre Alvarez de Tolède et de María Osorio Pimentel, marquise de Villafranca, Éléonore de Tolède devient, en 1539, l'épouse de Cosme Ier de Médicis, duc de Florence et futur grand-duc de Toscane.
Celui-ci cherchait une épouse qui pourrait l'aider à renforcer sa position politique et l'empereur Charles Quint avait besoin d'une alliance avec les Médicis pour pouvoir maintenir des troupes espagnoles dans les territoires toscans. La candidate parfaite était la fille du vice-roi de Naples. Éléonore était richissime et son père un des hommes les plus puissants et influents de la péninsule italienne.
Le grand-duc et son épouse résidèrent au début dans l'actuel palais Medici-Riccardi, puis peu de temps après s'installèrent au Palazzo Vecchio, rénové et agrandi pour l'occasion. Dix ans après le mariage, le couple est allé vivre dans sa nouvelle résidence du palais Pitti.
La présence d’Éléonore à Florence a grandement influencé les échanges culturels, par l’introduction de pratiques de la cour d’origine espagnole, à Florence, et la circulation de l’art florentin en Espagne. L’union entre Éléonore et Cosme Ier de Toscane est un moment important du pouvoir politique des Médicis de Florence. Éléonore venait d’une lignée noble et permettait aux Médicis de faire des alliances durables avec des puissances politiques à l’extérieur de l’Italie. Il semble qu'Éléonore avait une grande influence sur son mari : elle était la seule personne qui pouvait tempérer les perpétuels changements d'humeur et le caractère introverti du grand-duc.
Elle est morte à Pise, où elle était allée à la recherche d'une atmosphère proche de la côte, essayant ainsi de soulager la maladie pulmonaire dont elle souffrait, et qui finalement l'emporta.

## Mécénat
Éléonore a été une grande mécène, protégeant des artistes comme Bronzino et Pontormo, augmentant la collection de peintures des Médicis.
L’étude du mécénat d’Éléonore a cependant posé un problème aux historiens qui en ont fait une actrice passive dans les commandes de son époux, Cosme Ier de Toscane. Cet effacement s’explique dans les documents de commandes où seul son époux est mentionné. Toutefois, les nouvelles études considèrent Éléonore comme un mécène d’art florentin très actif. Giorgio Vasari et Bandinelli soulignent l’importance et l’implication de la duchesse, qu’ils réfèrent davantage comme patronne que Cosme Ier de Toscane dans les commandes,.
Outre ces deux artistes, Éléonore a aussi été mécène d’artistes tels que : Niccolo Tribolo, Francesco Ulbertini, Guilio Clovio, Ridolfo del Ghirlandaio, Michele Tosini, Domenico Poggini, Francesco Salviati et Giovanni Stradano.
Parmi les commandes notoires, on y trouve la décoration des appartements du Palazzo Vecchio peinte une première fois par Giovanbattista del Tasso entre 1539-1545 et finie par Giorgio Vasari entre 1559-1564. Le programme iconographique des fresques de Vasari représente des femmes célèbres et exemplaires avec lesquelles la duchesse souhaitait se comparer. L’on peut y voir Pénélope, Esther et Gualdrada.
On trouve aussi la décoration de sa chapelle privée au Palazzo Vecchio, peinte par Agnolo Bronzino. Il s’agit de la première chapelle peinte commandée par les Médicis au 16e siècle. Le programme iconographique pensé par Bronzino avec l’aide d’Éléonore cherche à souligner son rôle de mère, de figure politique et s’inscrit dans son héritage espagnol.

## Famille

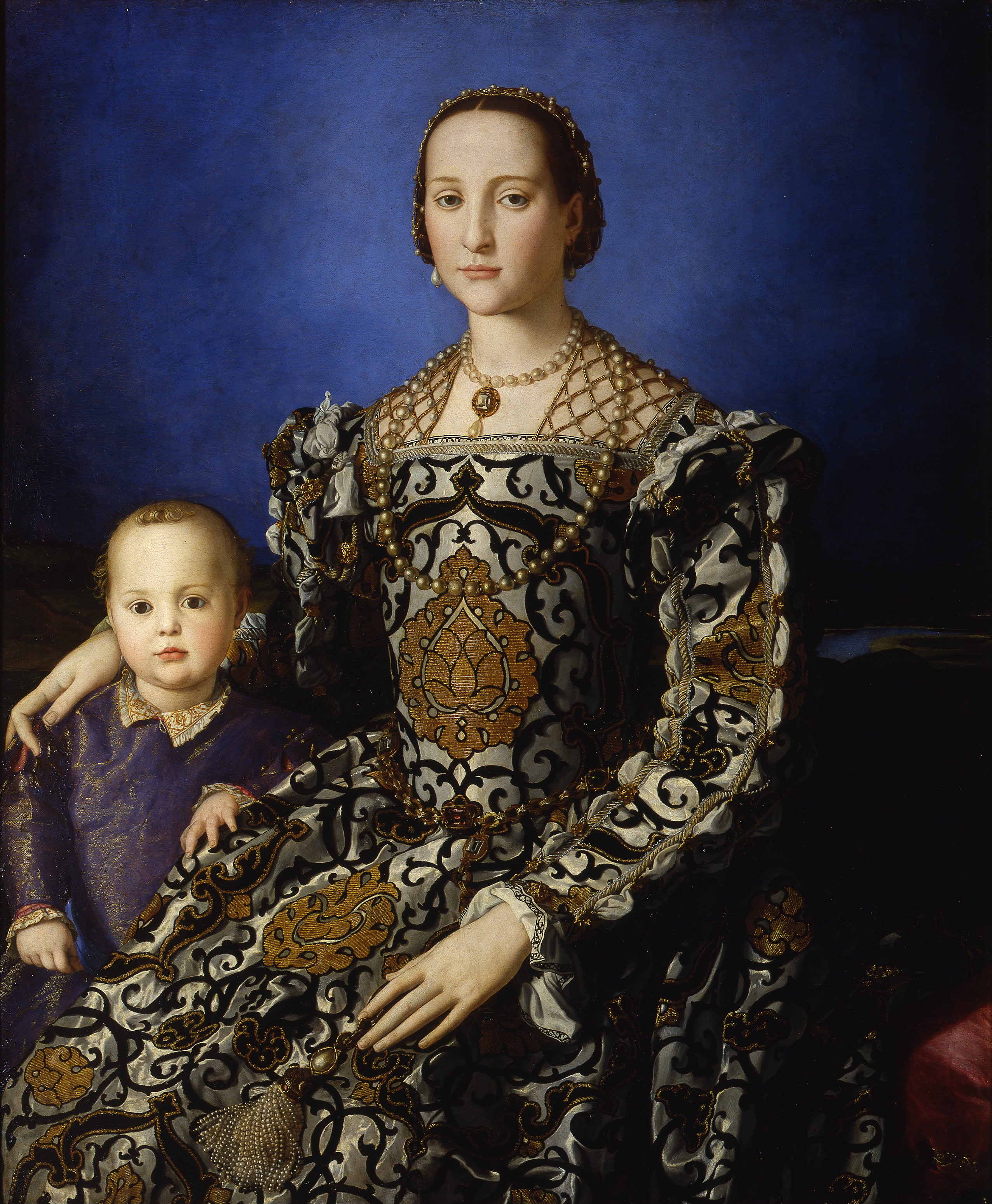
Éléonore de Tolède et son fils Jean par le Bronzino.

Éléonore s'est mariée à Florence, le 14 mai 1539 avec Cosme Ier de Toscane, duc de Toscane, fils de Jean de Médicis, patricien florentin, et de Maria Salviati. Ils ont eu neuf enfants :
- Marie de Médicis, morte de malaria (1540-1557).
- François Ier de Médicis, grand-duc de Toscane (1541-1587), grand-père de Louis XIII.
- Isabelle de Médicis, (1542-1576), épouse de Paolo Giordano Ier Orsini, duc de Bracciano.
- Jean de Médicis, cardinal (1543-1562).
- Lucrèce de Médicis, (1545-1562), mariée avec Alphonse II d'Este, duc de Ferrare.
- Pietro (Pedricco) de Médicis, (1546-1547), mort enfant.
- Garzia de Médicis, (1547-1562), malade de la malaria.
- Ferdinand Ier de Médicis, grand-duc de Toscane (1549-1609).
- Pierre de Médicis, (1554-1604), marié avec sa cousine Leonora Álvarez de Tolède.